# Jacob Macznik
 (avril 2014).
Si vous disposez d'ouvrages ou d'articles de référence ou si vous connaissez des sites web de qualité traitant du thème abordé ici, merci de compléter l'article en donnant les références utiles à sa vérifiabilité et en les liant à la section « Notes et références ».
Jacob Macznik, né le 4 décembre 1905 à Lodz (Pologne), mort le 10 mai 1945 en déportation à Ebensee, est un peintre polonais.

## Biographie
Jacob Macznik grandit dans une famille d'un milieu modeste et juif orthodoxe. Enfant, il suit les cours du Heder.
Pendant la Première Guerre mondiale, la famille s'installe à Keltz, dans la campagne polonaise. En 1922, il part étudier à l'Académie des beaux-arts de Varsovie. Pour gagner sa vie, il illustre divers albums. En 1928, il se marie et s'installe à Paris avec sa femme, Stella. Ils logent dans un premier temps à l'hôtel, puis au 2 bis rue Perrel, dans l'ancien atelier du Douanier Rousseau. 
Il gravite dans la vie parisienne et fait la connaissance de Hersh Fenster. Jacob Macznik lui propose la réalisation d'un livre sur les synagogues de Pologne, dont il serait l'illustrateur et Fenster l'auteur des textes. Les deux hommes partent par Tarnow, Kourov, Barnev et font des conférences dans les villes traversées. Leur chemin va s'arrêter à Lodz. Macznik, à court d'argent, décide de rentrer à Paris avec une dizaine de toiles, alors qu'il pensait en rapporter quatre fois plus. L'album réalisé fut préfacé par Anatole de Monzie, alors ministre de l'Instruction publique.
Lors de la Seconde Guerre mondiale, Macznik réside en Auvergne, puis à Nice. Il part pour Toulouse, s'engage dans la Résistance et rejoint Londres, via l'Espagne. Il est arrêté avec son épouse le 1er octobre 1943, internés à Drancy le 5 octobre et déportés le 28 octobre, par le convoi no  61 à Auschwitz ou ils arrivent le 31 octobre, puis dirigé au camp de Mauthausen le 25 janvier 1945 et affecté à Ebensee le 29 janvier. Le camp est libéré le 6 mai 1945 et il meurt peu après le 10 mai des suites de mauvais traitements reçus pendant son internement. La majeure partie de son œuvre a été détruite par les nazis.

## Collections publiques
- Paris, musée d'art et d'histoire du judaïsme, archives du fonds Macznik